# Tobing Jae
Tobing Jae is een bestuurslaag in het regentschap Padang Lawas van de provincie Noord-Sumatra, Indonesië. Tobing Jae telt 1289 inwoners (volkstelling 2010).